# NGC 772
NGC 772 je spirální galaxie v souhvězdí Berana. Její hvězdná velikost je 10,3m a úhlová velikost 7,2′ × 4,3′. Je vzdálená 115 milionů světelných let, průměr má 240 000 světelných let. Galaxii objevil William Herschel 29. listopadu 1785.

## Pozorování
Galaxie leží v západní části souhvězdí a pod tmavou oblohou je náznakem viditelná i malými hvězdářskými dalekohledy. Středně velký dalekohled ji ukáže jako eliptickou mlhavou skvrnku s jasnějším jádrem.

## Vlastnosti
Interakce se satelitní galaxií NGC 770 způsobila deformaci jejího spirálního ramene a tyto galaxie jsou spolu propojeny slabými proudy hmoty. V katalogu pekuliárních galaxii je dvojice NGC 772 a NGC 770 zařazena ve skupině spirálních galaxií s malými společníky s vysokým povrchovým jasem. Je největším členem skupiny galaxií LGG 40, jejímiž dalšími členy jsou NGC 770, UGC 1519 a UGC 1546.

## Supernovy
V roce 2003 byly v této galaxii nalezeny dvě supernovy typu II. Ta první s názvem SN 2003hl v maximu dosáhla magnitudy 16,5 a druhá dostala název SN 2003iq a dosáhla podobné magnitudy 16,4.

## Galerie

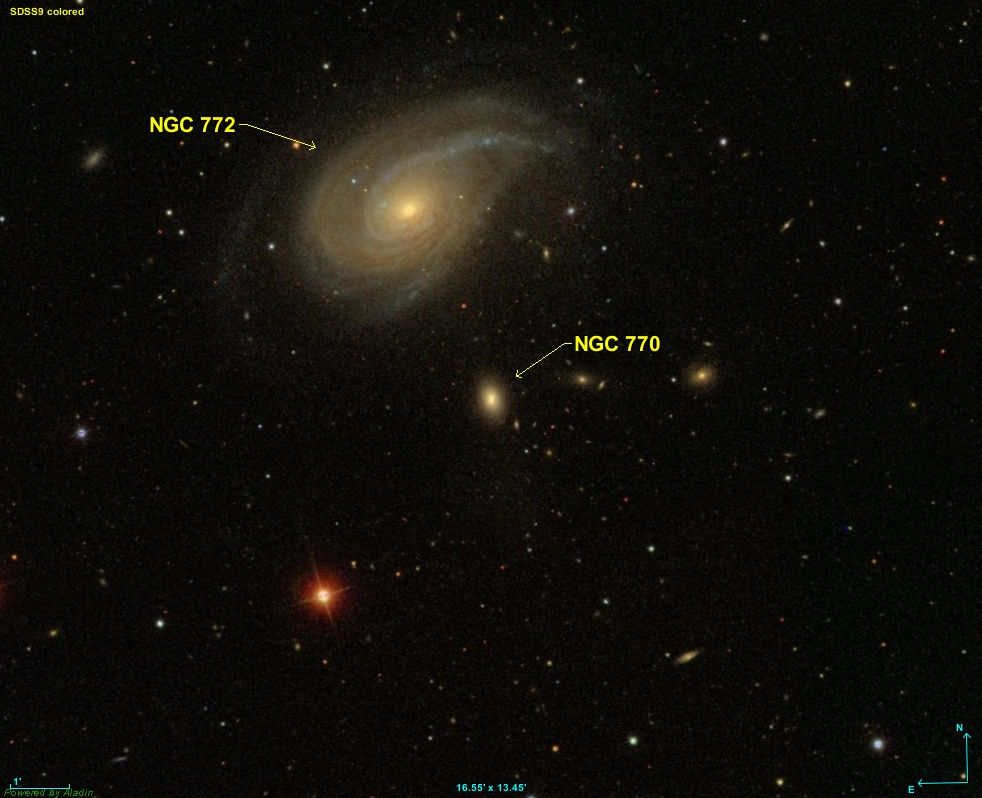
NGC 772 s NGC 770  označené na obrázku z SDSS
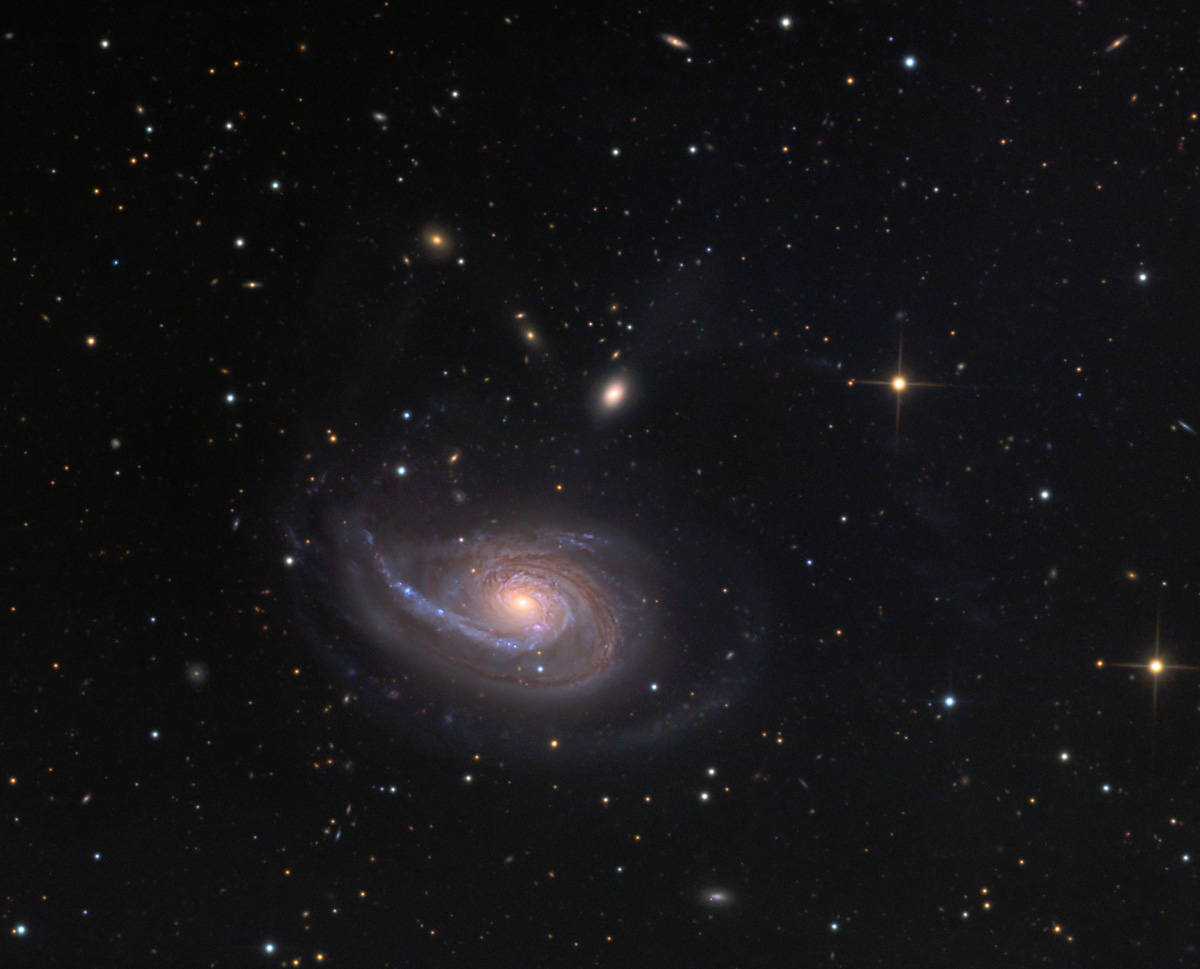
NGC 772 ve viditelném světle (Sid Leach/Adam Block/Mount Lemmon SkyCenter/University of Arizona)
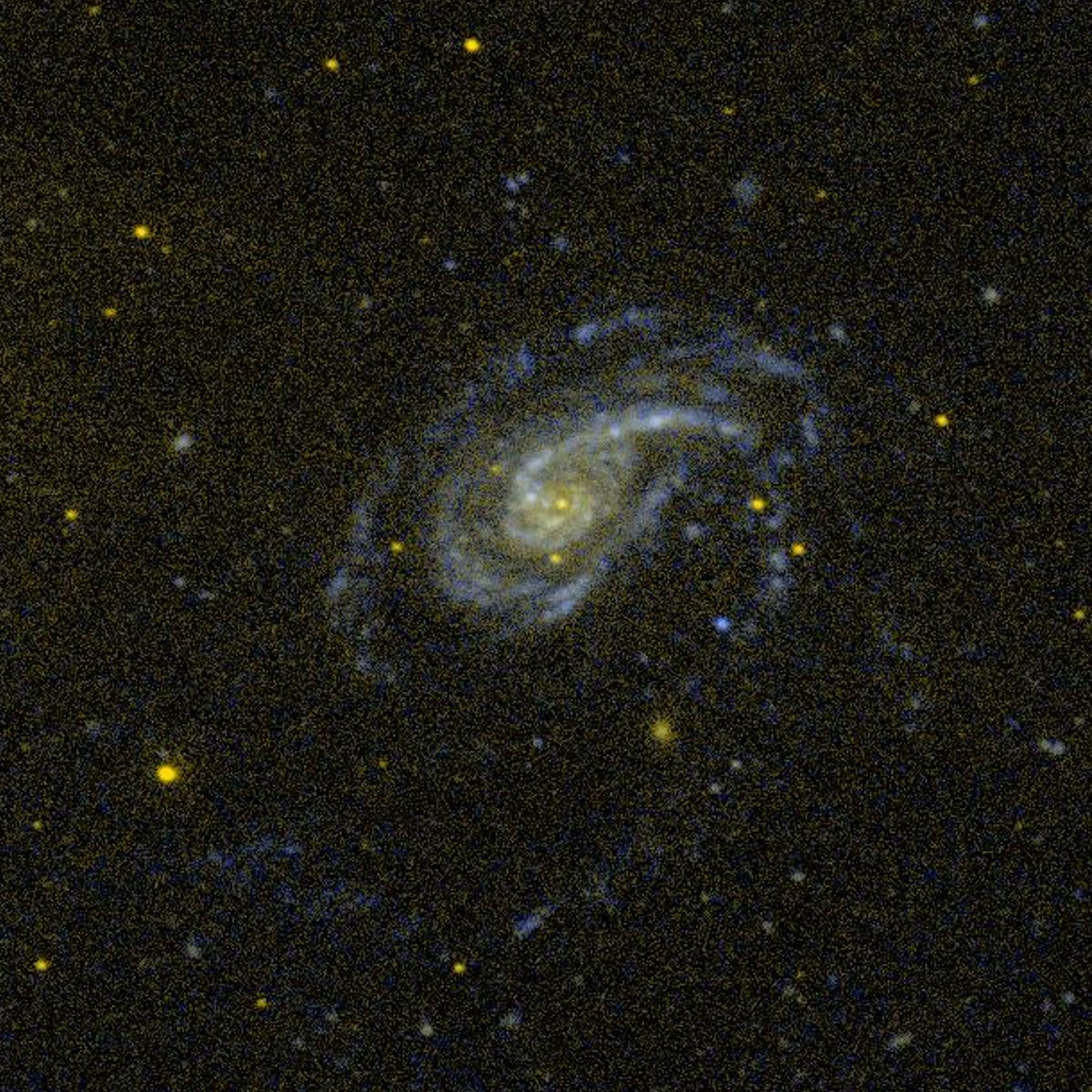
NGC 772 v ultrafialovém oboru na snímku vesmírným dalekohledem GALEX
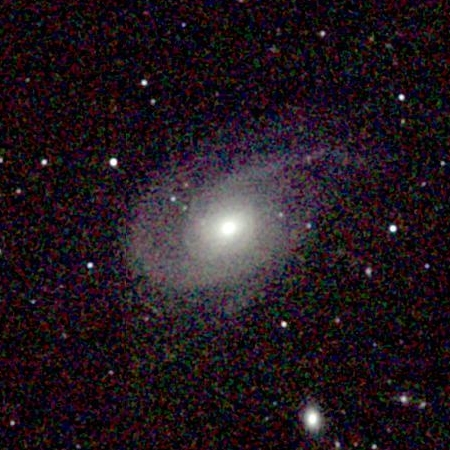
NGC 772 v infračerveném oboru z přehlídky 2MASS
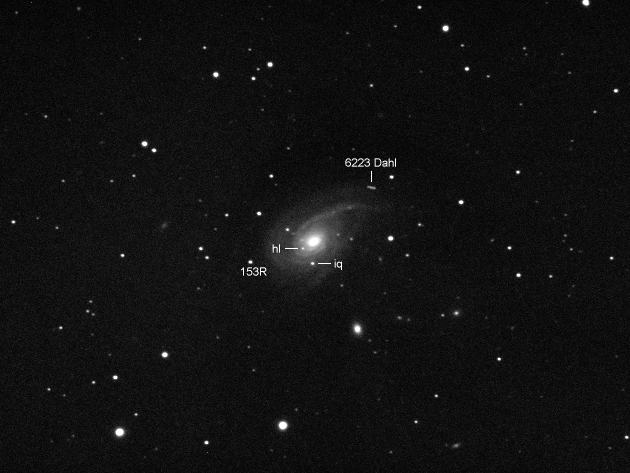
Supernovy SN 2003iq (s poznámkou iq), a SN 2003hl, (s poznámkou hl) v NGC 772, zobrazený též asteroid (6223)Dahl